# Добромир Хриз
Добромир, известный византийцам как Хриз (болг. Добромир Хриз, греч. Δοβρομηρός Χρυσός) — болгарский боярин, полунезависимый владетель в Восточной Македонии, опиравшийся на отряды болгар и влахов. Захватив Струмицу, Добромир за несколько лет подчинил ряд окрестных земель. Будучи вовлечен в восстаниях Ассене и Петре, сражался и на стороне Калояна, и на стороне императора Алексея III Ангела. Первое упоминание датировано 1197 годом, последнее — 1202, когда его земли захватил Калоян.

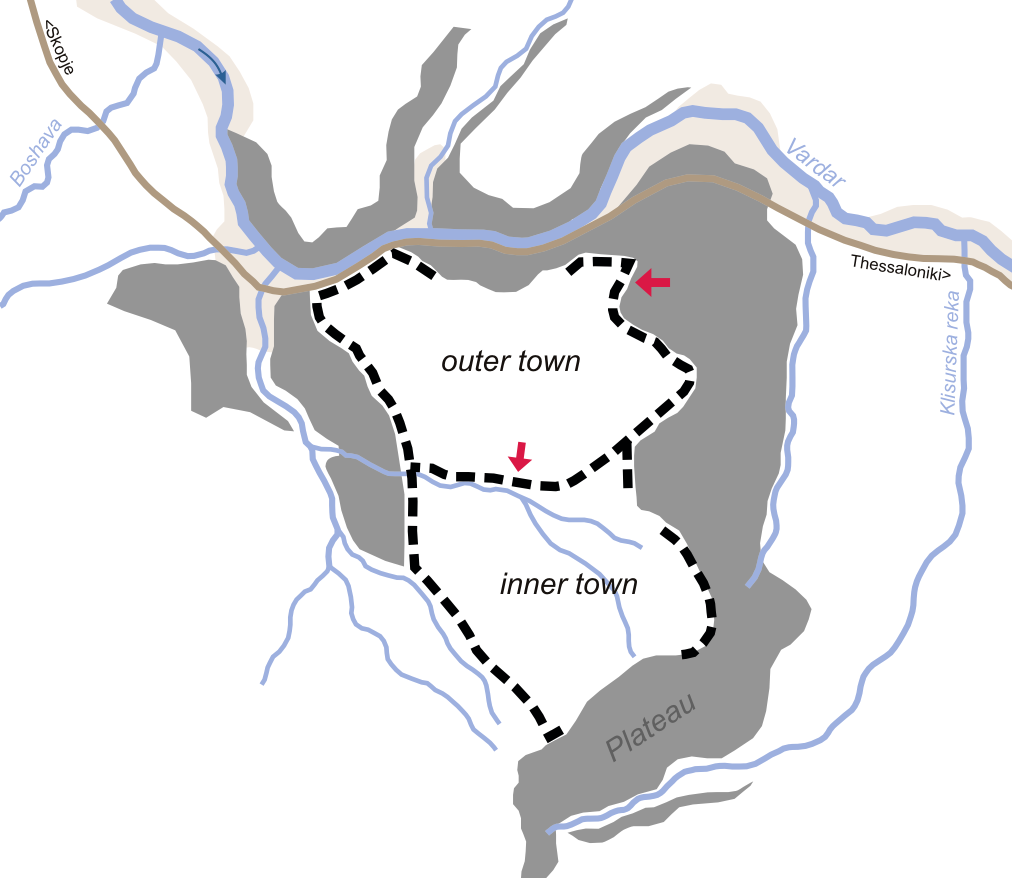
План крепости Просек, резиденции Добромира Хриза

## Династические связи
Он был уже женат, когда оформил второй брак с сосватанной византийским императором дочерью полководца Мануила Камицы. Около 1200 года Добромир женился в третий раз на внучке императора Феодоре Ангелине, ранее жене другого болгарского феодала Иванко.